# Новоплотава
Новоплотава — посёлок в Хабарском районе Алтайского края России. Входит в состав Мичуринского сельсовета.

## География
Посёлок расположен на берегу озера Плотавского, в 19 километрах на юго-восток от райцентра — села Хабары.

## История
Основан в 1786 году. В 1928 г. село Ново-Платовка состояло из 465 хозяйств, основное население — русские. Центр Ново-Платовского сельсовета Хабарского района Славгородского округа Сибирского края.

## Население
| 1997 | 1998 | 1999 | 2000 | 2001 | 2002 |
| ---- | ---- | ---- | ---- | ---- | ---- |
| 376  | ↘369 | ↘352 | ↗378 | ↘372 | ↘367 |
| 2003 | 2004 | 2005 | 2006 | 2007 | 2008 |
| ↘345 | ↗357 | ↗362 | ↗369 | →369 | ↘355 |
| 2009 | 2010 | 2011 | 2012 | 2013 |      |
| ↘347 | ↘309 | ↘307 | ↘281 | ↘277 |      |

## Инфраструктура
Улицы посёлка: Ворошилова, Набережная, Партизанская, Школьная.
В посёлке находятся МОУ «Ново-Плотавская основная общеобразовательная школа», детский сад «Берёзка», дом досуговой деятельности, поселенческая библиотека.

## Достопримечательности
В посёлке установлен обелиск партизанам, погибшим за власть советов.

## Топографические карты
- Лист карты N-44-88 Хабары. Масштаб: 1 : 100 000. Состояние местности на 1986 год. Издание 1992 г.
- Лист карты N-44-XX. Масштаб: 1 : 200 000. Указать дату выпуска/состояния местности.